# Canthumerycidae
Canthumerycidae es una familia extinta de mamíferos artiodáctilos que se limitan al Mioceno de África y Asia.

## Géneros
Se reconocen los siguientes:
- Canthumeryx Hamilton, 1973
- Georgiomeryx De Bonis, 1997
- Injanatherium Heintz et al., 1981